# Korbania
Korbania (894 m n.p.m.) – szczyt w Bieszczadach Zachodnich, w Paśmie Łopiennika i Durnej.
Korbania jest kulminacją grzbietu odbiegającego na północny wschód ze zwornika położonego na południe od Durnej. Opada on najpierw na przełęcz Hyrcza (692 m n.p.m.), a następnie wznosi się ku szczytowi. Ciągnie się on dalej, od szczytu na północ, do doliny Wołkowyjki, natomiast w kierunku wschodnim odchodzi porozcinane dolinami niewielkich potoków ramię, opadające w dolinę Solinki. Na wschód od Hyrczy odgałęzia się jeszcze jedna odnoga, zakończona tzw. Klewą – niewybitnym wierzchołkiem o stromych stokach schodzących w dolinę Solinki.

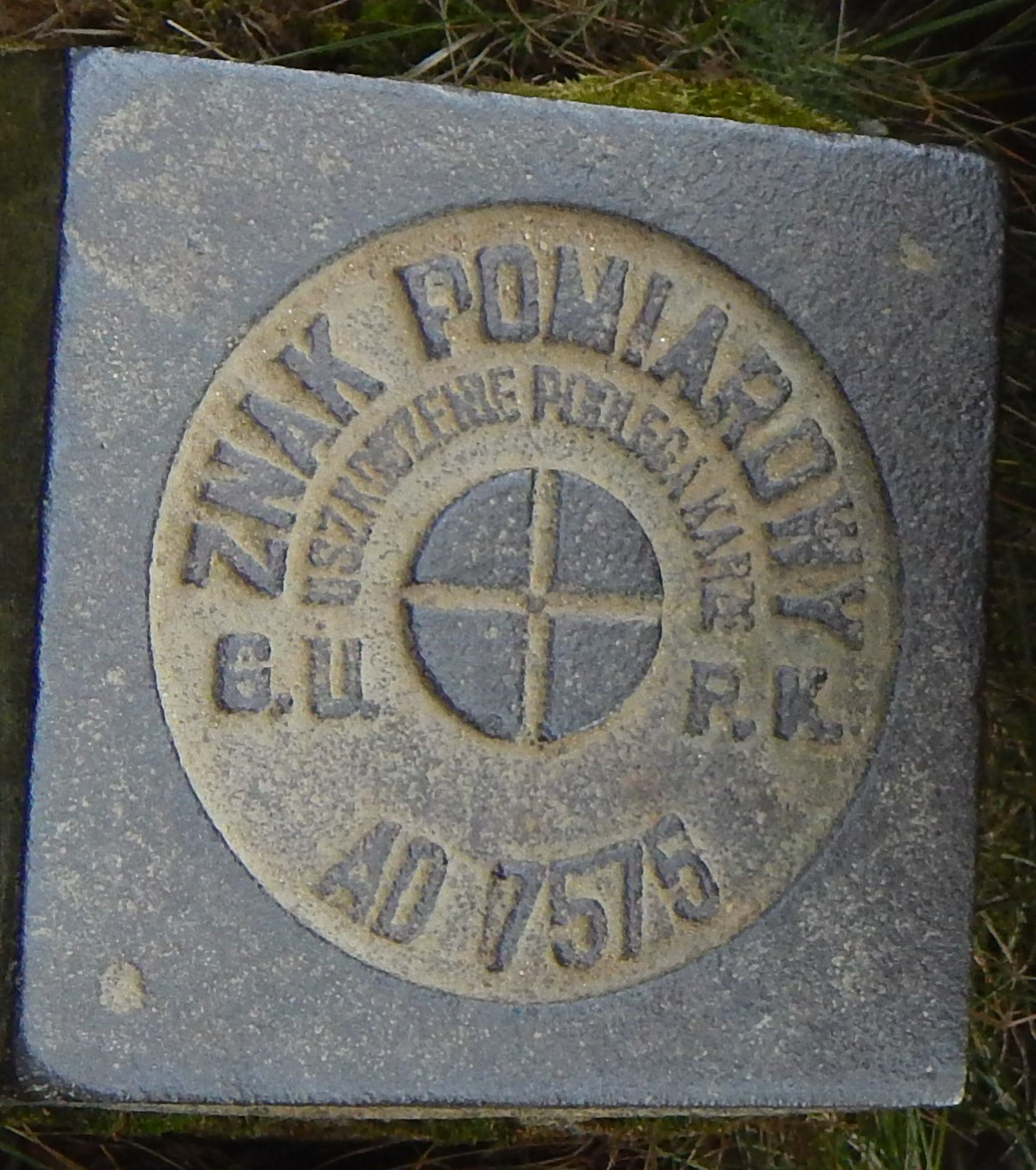
Znak pomiarowy na szczycie Korbania

Stoki masywu są z reguły zalesione, z wyjątkiem: wierzchołka będącego punktem widokowym, południowo-zachodniego stoku, gdzie istniała niegdyś miejscowość Tyskowa, oraz niżej położonych terenów w okolicach Górzanki i Bukowca. Przez szczyt przebiega północna granica Ciśniańsko-Wetlińskiego Parku Krajobrazowego. Na wierzchołku znajduje się stary, betonowy trójnóg geodezyjny, oraz - od września 2014 - drewniana wieża widokowa.

## Piesze szlaki turystyczne
zielona ścieżka spacerowa Bukowiec – Korbania (1.30 h, ↓ 0.45 h)
 zielona ścieżka spacerowa Cerkiew w Łopience – Przełęcz Hyrcza (1.00 h, ↓ 1.00 h) – Korbania (1.30 h, ↓ 1.15 h)
 szlak zielony Terka – Wołkowyja trawersujący północną część masywu